# Margao
Margao (portugisisk: Margão, engelsk: Margao, konkani: Madgao) er en by i delstaten Goa i det vestlige Indien. Den ligger på Indiens vestkyst ved floden Sal. Byen har 87.650(2011) indbyggere og er dermed den næststørste by i Goa efter Vasco da Gama. Margao er hovedby i distriktet South Goa.